# Georg Muffat
Georg Muffat (Megève (Savoye), 1 juni 1653 – Passau, 23 februari 1704) was een Duits componist, kapelmeester en organist. Zijn zoon is de in Wenen werkzame organist-componist Gottlieb Muffat.

## Levensloop

### Jeugd en opleiding
Muffat, afkomstig uit een van origine Schotse familie, werd geboren in Savoye. Kort na zijn geboorte in 1653 verhuisde zijn familie naar de Elzas, waar hij opgroeide. Van 1663 tot 1669 kreeg hij een muziekopleiding in Parijs, onder anderen bij Jean-Baptiste Lully (1632-1687). Vervolgens studeerde hij aan meerdere Jezuïetencolleges in de Elzas. Van 1671 tot 1674 was hij actief als organist in Molsheim bij Straatsburg. In 1674 studeerde hij in Ingolstadt rechtsgeleerdheid. Daarna legde hij zich helemaal toe op de muziek en verhuisde naar Wenen. Hij musiceerde aan het hof van keizer Leopold I van het Heilige Roomse Rijk, maar kreeg er geen vaste baan. Muffat ging in 1677 naar Praag en in 1678 naar Salzburg om op 25-jarige leeftijd benoemd te worden aan het hof van de vorst-aartsbisschop van Salzburg.

### Kosmopoliet van de muziek
De aartsbisschop van Salzburg gaf hem in 1681 en 1682 toestemming om op studiereis naar Italië te gaan, waar hij onder andere bij Pasquini in Rome in de leer ging. Daar ontmoette hij tevens Arcangelo Corelli en leerde hij diens Concerti grossi kennen. Muffats eigen werken versmelten elementen van de Italiaanse en de (door zijn studie in Parijs geleerde) Franse stijl. Na zijn terugkomst in Salzburg (1682) verwerkte hij deze divergerende stijlen in zijn composities. In 1690 werd in Salzburg zijn Apparatus musico-organisticus gepubliceerd. In zijn voorwoord schreef Muffat dat het zijn bedoeling was om de Italiaanse, Franse en Duitse stijlen samen te brengen in iets nieuws. 
Vervolgens ging Muffat werken als kapelmeester aan het hof van de bisschop van Passau Johann Philipp von Lamberg. Hij vervulde deze functie tot zijn dood.

## Composities

### Werken voor orkest
- 1682 Armonico tributo, verzameling van vijfstemmige sonates voor strijkers
  1. Sonate nr. 1 in D majeur
  2. Sonate nr. 2 in g mineur
  3. Sonate nr. 3 in A majeur
  4. Sonate nr. 4 in e mineur
  5. Sonate nr. 5 in G majeur
- 1695 Florilegium Primum, zeven suites voor meerdere instrumenten (blokfluiten, strijkers en basso continuo) (opgedragen aan Vorstbisschop Johann Philipp)
  1. Fasciculus I. - "Eusebia" (Ouverture; Air; Sarabande; Gigue I; Gavotte; Gigue II; Menuet)
  2. Fasciculus II. - "Sperantis gaudia" (Ouverture; Balet; Bourrée; Rondeau; Gavotte; Menuet I; Menuet II)
  3. Fasciculus III. - "Gratitudo" (Ouverture; Balet; Air; Bourrée; Gigue; Gavotte; Menuet)
  4. Fasciculus IV. - "Impatientia" (Symphonie; Balet; Canaries; Gigue; Sarabande; Bourrée; Chaconne)
  5. Fasciculus V. - "Sollicitudo" (Ouverture; Allemande; Air; Gavotte; Menuet I; Menuet II; Bourrée)
  6. Fasciculus VI. - "Blanditiae" (Ouverture; Sarabande; Bourrée; Chaconne; Gigue; Menuet; Echo)
  7. Fasciculus VII. - "Constantia" (Air; Entrée des Fraudes; Entrée des Insultes; Gavotte; Bourrée; Menuet I; Menuet II)
- 1698 Florilegium Secundum, acht suites voor strijkers en basso continuo
  1. Fasciculus I. - Nobilis Juventus  (I Ouverture, II Entrée d'Espagnols, III Air pour des Hollandois, IV Gigue pour des Anglois, V Gavotte pour des Italiens, VI Menuet I pour des Francois, VII Menuett II)
  2. Fasciculus II. - Laeta Poesis  (Ouverture, II Les Poetes, III Jeunes Espagnols, IV Autre pour les mêmes, V Les Cuisiniers, VI Les Hachis, VII Les Marmitons)
  3. Fasciculus III. - Illustres Primitiae (I Ouverture; II Gaillarde, III Courante, IV Sarabande, V Gavotte, VI Passacaille, VII Bourée, VIII Menuet, IX Gique)
  4. Fasciculus IV. - Splendidae Nuptiae (I Ouverture, II Les Paisans, III Canaries, IV Les Cavalliers, V Menuet I, VI Rigaudon pour des Jeunes Paisannes Poitevines, VII Menuet II)
  5. Fasciculus V. - Colligati Montes (I Ouverture, II Entrée de Maitres d'armes, III Autre Air pour les mêmes, IV Une Fantôme, V Les Ramonneurs, VI Gavotte pour les Amours, VII Menuet I, pour l'Hymen, VIII Menuet II)
  6. Fasciculus VI. - Grati Hospites (I Caprice, II Gigue, III Gavotte, IV Rigodon dit le solitaire, V Contredanse, VI Bourée de Marly imitée, VII Petite Gigue)
  7. Fasciculus VII. - Numae Ancile (I Ouverture, II Entrée de Numa, III Autre Air pour le même, IV Traquenard pour de Jeunes Romains, V Air II pour les mêmes, VI Ballet pour les Amazones, VII Menuet I des Susdittes, VIII Menuet II)
  8. Fasciculus VIII. - Indissolubilis Amicitia (I Ouverture, II Les Coutisans, III Rondeau, IV Les Gendarmes, V Les Bossus, VI Gavotte, VII Sarabande pour le Genie de l'Amitié, VIII Gigue, IX Menuet)
- 1701 12 Concerti Grossi - Auserlesener mit Ernst und Lust gemengter Instrumental-Musik Erste Versamblung, voor strijkers en basso continuo
  1. Concerto grosso I - Bona Nova, in a klein
  2. Concerto grosso II - Cor Vigilans, in A majeur
  3. Concerto grosso III - Convalescentia, in B majeur
  4. Concerto grosso IV - Dulce Somnium, in G klein
  5. Concerto grosso V - Saeculum, in D groot
  6. Concerto grosso VI - Quis Hic? in E majeur
  7. Concerto grosso VII - Deliciae Regum in F majeur
  8. Concerto grosso VIII - Coronatio Augusta, in F majeur
  9. Concerto grossi IX - Victoria Maesta in C klein
  10. Concerto grosso X - Perseverantia in G majeur
  11. Concerto grosso XI - Delirium Amoris in G majeur
  12. Concerto grosso XII - Propitia Sydera in G majeur

### Missen en andere kerkmuziek
- 3 Missen, waaronder de
- Missa in labore requies, voor 24 stemmen
- Salve Regina

### Muziektheater

#### Opera's
| Voltooid in | titel                                          | aktes | première                                                                                                 | libretto |
| ----------- | ---------------------------------------------- | ----- | --- | -------- |
| 1679?       | Marina Armena                                  |       | 5 september 1679, Salzburg, Akademie-Theater                                                             |          |
| 1680        | Königin Marianne oder die verleumdete Unschuld |       | september 1680, Salzburg, Akademie-Theater                                                               |          |
| 1687        | Le fatali felicità di Plutone                  |       | 29 december 1687, Salzburg, Hoftheater; ter begroeting van J. E. Graaf von Thuns als vorst-aartsbisschop |          |

### Kamermuziek
- 1677 Sonata, voor viool solo

### Werken voor orgel
- 1690 Apparatus musico-organisticus
  1. Toccata prima
  2. Toccata secunda
  3. Toccata tertia
  4. Toccata quarta
  5. Toccata quinta
  6. Toccata sexta
  7. Toccata septima
  8. Toccata octava
  9. Toccata nona
  10. Toccata decima
  11. Toccata undecima
  12. Toccata duodecima et ultima
  13. Ciacona
  14. Passacaglia
  15. Nova Cyclopeias Harmonica
- Präludium in Bes-majeur

### Werken voor klavecimbel
- Partiten

### Werken voor luit
- Passagaglia

## Publicaties
- Regulae Concentuum Partiturae Authore Georgio Muffat, 1699.

## Media
Toccata primaⓘ